# Artibeus hirsutus
Artibeus hirsutus е вид прилеп от семейство Американски листоноси прилепи (Phyllostomidae). Видът не е застрашен от изчезване.

## Разпространение
Разпространен е в Мексико.

## Описание
Теглото им е около 40,4 g.
Популацията на вида е стабилна.